# Мартино, Гарриет
Гарриет Мартино (англ. Harriet Martineau ; 12 июня 1802 — 27 июня 1876) — английская писательница, экономист и социолог; популяризатор экономической науки с помощью рассказов, имевших в своё время колоссальный успех. Опубликовала сокращённое изложение положительной философии француза Огюста Конта.

## Биография и творчество
Происходила из семьи французских реформатов (гугенотов), переселившихся в Англию после отмены нантского эдикта. Расстройство дел фабрики, принадлежавшей отцу, заставило девушку искать самостоятельного заработка. Сначала Мартино была учительницей музыки, но слабость здоровья и глухота побудили её обратиться к литературным занятиям. Экономические взгляды Мартино сформировались под влиянием работ Дж. Милля и Дж. Марсе.
Кроме рассказов для юношества, в духе унитарианской церкви, она написала несколько романов, из которых в «The Rioters» (1826) возможно впервые разработано в беллетристической форме возмущение фабричных рабочих против введения машин.
Забота об улучшении положения рабочего класса побуждала Мартино касаться самых животрепещущих вопросов общественной экономии, каковы, например, законы о бедных, пауперизм, налоговое обложение и т. д. Независимо от специальных брошюр, посвящённых этим темам («Theory аnd Practice», «Mary Campbell», «My servant Rachel»), она увлеклась мыслью популяризировать экономическую науку в рассказах («The illustrations of Polilical Economy, of Taxation», «Poor law and Paupers», 1832):
- в «Уединённой колонии» описывается селение, приютившееся в горах по соседству мыса Доброй Надежды; на него нападают дикари и предают его разграблению. Оставшиеся в живых обитатели его обращаются к самопомощи. Все принимаются за работу, и механизм дружного труда так хорошо налаживается, что посёлок оказывается оправившимся от бедствий, когда наконец является помощь извне.
- В рассказе «Благосостояние и бедствия в Гавелохе» автор рекомендует добровольное воздержание и возможную малосемейность, в духе Мальтуса и его последователя Маркуса.
- «Коалиция рабочих в Манчестере» рисует неприглядную обстановку фабричных рабочих.
- В рассказе «Для каждого и для всех» автор пытается доказать необходимость облегчить податное обложение, поглощающее предпринимательские барыши и заработную плату; тут же восхваляется свобода международной торговли, которая, будто бы, упразднит обработку малоплодородных земель.
- Рассказ «Ирландия» посвящён описанию социальных зол, тяготеющих над этой страной, «Кузина Маршалл» — вопросу о наилучшем применении благотворительности. Мартино высказывается за эмиграцию, как за действительное средство для искоренения пауперизма, этим одновременно достигаются три цели — улучшается положение и самих переселенцев, и остающихся в отечестве, а равно и того края, куда притекают новые колонисты.
- «Берклей банкир» — история бумажных денег, с изложением их достоинств и недостатков.

Несмотря на дидактичность содержания, рассказы Мартино имели колоссальный успех; интрига ведётся весьма ловко, выводимые личности жизненны и правдивы, научная тенденция не вредит интересу. Рассказы переведены на французский язык Мартино. В. Maurice’ом (1833—1840), под заглавием «Contes sur l’économie politique».
В 1835 г. Мартино предприняла путешествие в Америку и написала «Society in America», беспристрастный очерк социальной, политической и умственной жизни Соединённых Штатов.

## Социологические воззрения Мартино
Хотя принято считать, что термин «социология» ввёл Огюст Конт, Мартино использовала этот термин уже в работе «Общество в Америке» (1837), поэтому Мартино можно считать «прародительницей» социологии. Так же, как О. Конт, Мартино разрабатывала свои идеи в духе позитивизма: она считала, что жизнь общества подчинена универсальным законам. По её мнению, самый важный закон социальной жизни заключается в стремлении к счастью, понимаемому как общественное состояние, свободное от насилия, доминирования, навязывания воли одних людей другим. Прогресс общества, по мнению Мартино, можно объективно зафиксировать по следующим критериям: уровень общего экономического развития, моральное благополучие, степень автономности индивидов и возможности самостоятельно осуществлять практические действия и моральные акты, условия социально зависимых групп — женщин, расовых меньшинств, заключённых, больных.
В своих социологических работах Мартино сосредоточилась на изучении образцов человеческого взаимодействия, взятых в культурно-исторических контекстах. Так, она провела кросскультурный анализ образцов гостеприимства, воспитания детей, ведения домашнего хозяйства, сексуальных практик; изучала конкретные функции религии, лечебные практики, отношение к преступлениям и наказания за них.
Труды Мартино лежат в основе феминистической социологии. В труде «Общество в Америке» Мартино рассматривает социальные проблемы через призму феминизма и борьбы женщин за равноправие. Она анализирует состояние брачно-семейных отношений в США, отмечая подчиненную роль женщин во взаимоотношениях с мужчинами. Сама Мартино отмечала, что гендерное неравенство мешало ей в работе, особенно в сборе эмпирических данных.
Вклад в становление социологической методологии внесли работы Мартино «Эссе об искусстве мыслить», в котором Мартино сформулировала принципы наблюдения, сбора информации, экспериментирования, учёта ошибок. В труде «Как наблюдать» были подняты проблемы репрезентативности выборки, социальных индикаторов, понимания действий, неочевидных для стороннего наблюдателя.

## Основные произведения

### Беллетристика
- Роман «The Rioters» (1826)
- Роман «Deerbrook» (1839)
- Роман «The Hour and the Man» (1839)
- Серия рассказов для юношества «The play Fellow» (1841; особенно славились «Flats on the Fjords» и «The Crofton Boys»)[2].
- Интересное сочинение в автобиографическом отношении «Life in the Sickroom» (1844)[2].

### Социология
- «Illustrations of taxation» (5 т., 1834)
- «Иллюстрации политической экономии» (9 т., англ. Illustrations of Political Economy, 1832—1834)
- «Законы о бедных и нищие» (англ. Poor law and Paupers, 1832)
- «О женском образовании»
- «Как соблюдать мораль и манеры»
- «Общество в Америке» («Society in America»; 1835)
- «Эссе об искусстве мыслить»
- «Как наблюдать» («How to observe»; 1838)
- «Восточная жизнь: настоящее и прошлое» («Eastern life past and present»; 1846 и 1875) — описание путешествия на Восток.
- «History of England during the Thirty Years peace» (1850; в сотрудничестве с Найтом)[2]
- Письма о законах социальной природы и развития человека (1851; в сотрудничестве с Аткинсоном), смутившие литературные кружки Англии смелостью умозрения[2].
- Ряд статей «Health, Husbandry and handicraft» (1861)
- Сокращённое изложение положительной философии Огюста Конта («Курс позитивной философии»; 1871—1872)[2].

### Прочее
- Автобиография (1876)[2].